# Gárgoris y Habidis
Gárgoris y Habidis. Una historia mágica de España es un ensayo del escritor español Fernando Sánchez Dragó, publicado en 1978 y merecedor un año después del Premio Nacional de Ensayo. La obra, prologada por Gonzalo Torrente Ballester, tuvo un amplio éxito comercial pero también objeto de controversia.

## Contenido
El libro busca relacionar las leyendas ancestrales ibéricas con un supuesto inconsciente colectivo ibérico de raíz junguiana. A lo largo del libro, desde las cuevas prehistóricas a la actualidad, Dragó analiza una serie de temas que considera mitos fundadores, tales como el que da título a la obra, la Atlántida, Tartessos, la Hispania prerromana, los celtas, Hércules, Cristo, Prisciliano, el Camino de Santiago, Galicia, el Santo Grial, el Temple, la alquimia, el solsticio, la trashumancia, la tauromaquia o la historia judía y musulmana en el Medievo español, poniéndolos en relación con una visión acerca del ‘ser de España’.
Dragó entiende que el éxito de la obra se debió a la combinación de un registro erudito con lo popular, y a su publicación en un momento (la Transición) de búsqueda de una nueva identidad nacional distinta al  nacionalcatolicismo y centralismo hasta entonces predominantes.

## Presentación
La presentación de la obra tuvo lugar en el Ateneo de Madrid con intervenciones de Dámaso Alonso, Fernando Savater, Julio Caro Baroja, Fernando Arrabal, Luis Racionero y Agustín García Calvo.